# Юкелье
Юкелье́ (фр. Hucqueliers, пикард. Wicquiller, нидерл. Hukkelaar) — коммуна во Франции, регион О-де-Франс, департамент Па-де-Кале, округ Монтрёй-сюр-Мер, кантон Лёмбр. Деревня расположена в 76 км к северо-западу от Арраса и в 92 км к западу от Лилля, в 20 км от автомагистрали А16 «Европейская».
Население (2018) — 451 человек.

## Достопримечательности
- Шато де Юкелье, в настоящее время — центр образования
- Церковь Святого Андре XV века
- Поместье де ла Лонжевиль (Manoir de la Longeville) XVIII века

## Экономика
Уровень безработицы (2017) — 13,4 % (Франция в целом — 13,4 %, департамент Па-де-Кале — 17,2 %). 

Среднегодовой доход на 1 человека, евро (2017) — 18 230 (Франция в целом — 21 110, департамент Па-де-Кале — 18 610).

## Демография
Динамика численности населения, чел.

## Галерея

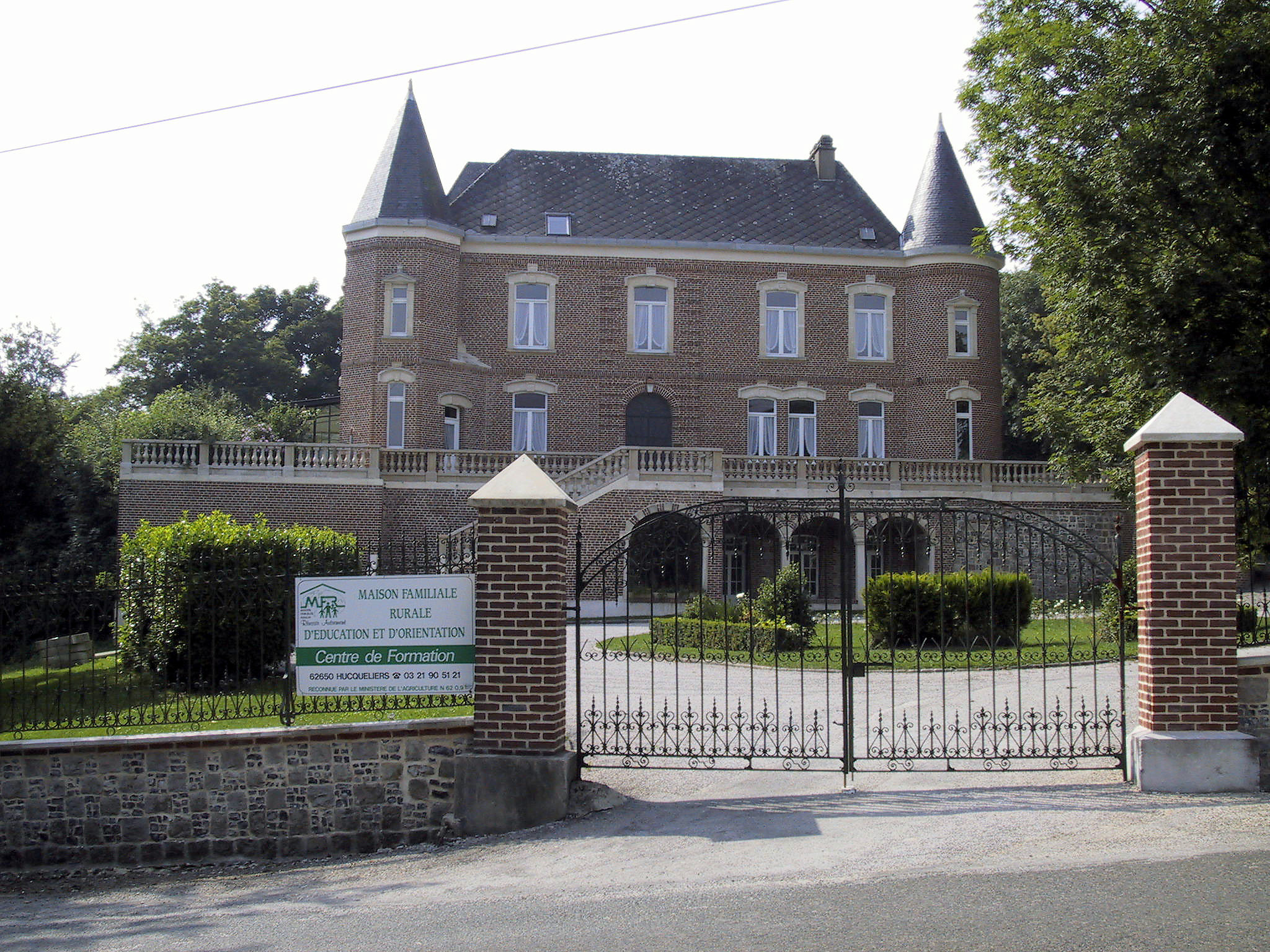
Шато де Юкелье
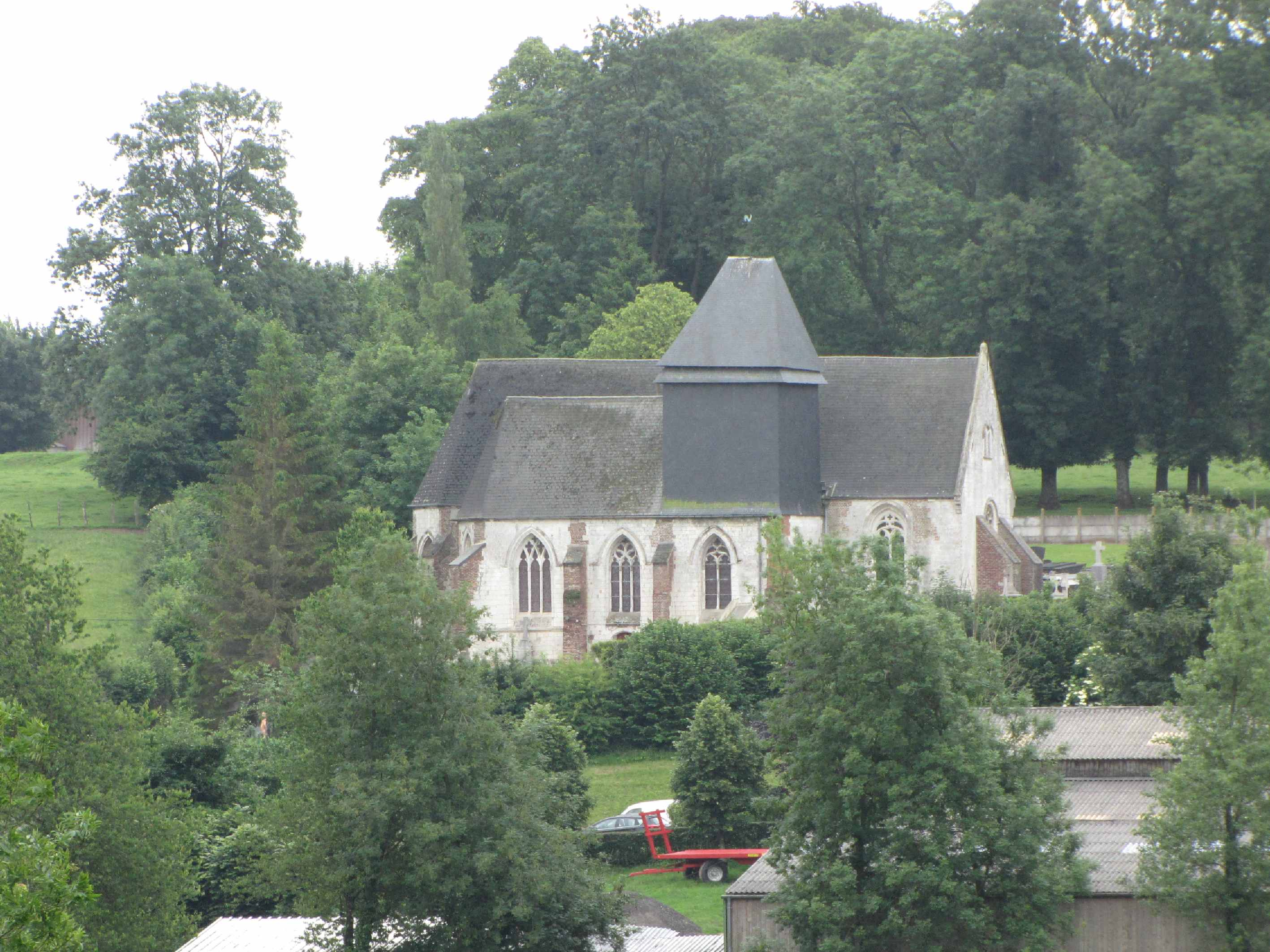
Церковь Святого Андре